# 阿普塞尼山脈

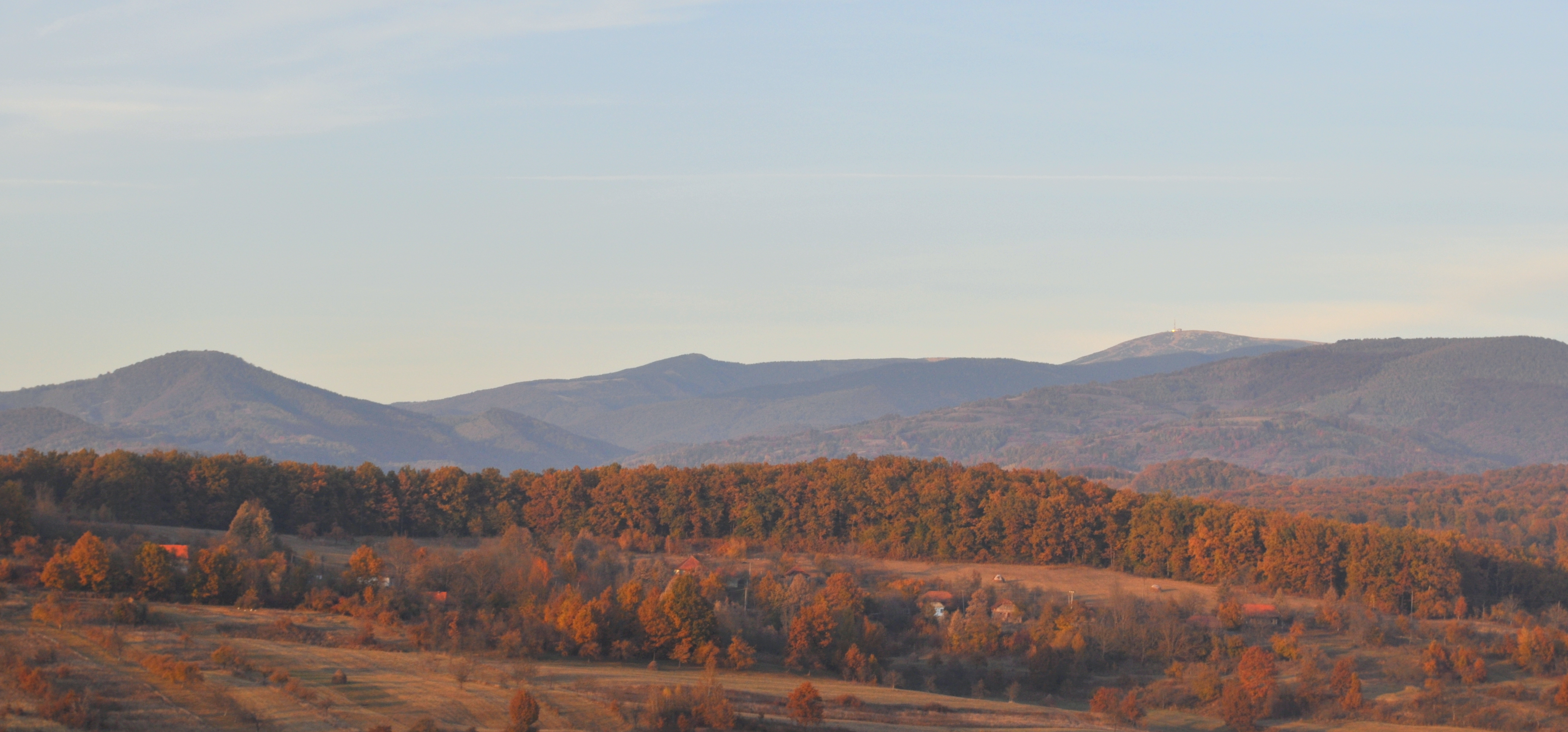
阿普塞尼山脈主峰，最高峰Cucurbăta Mare位於右側

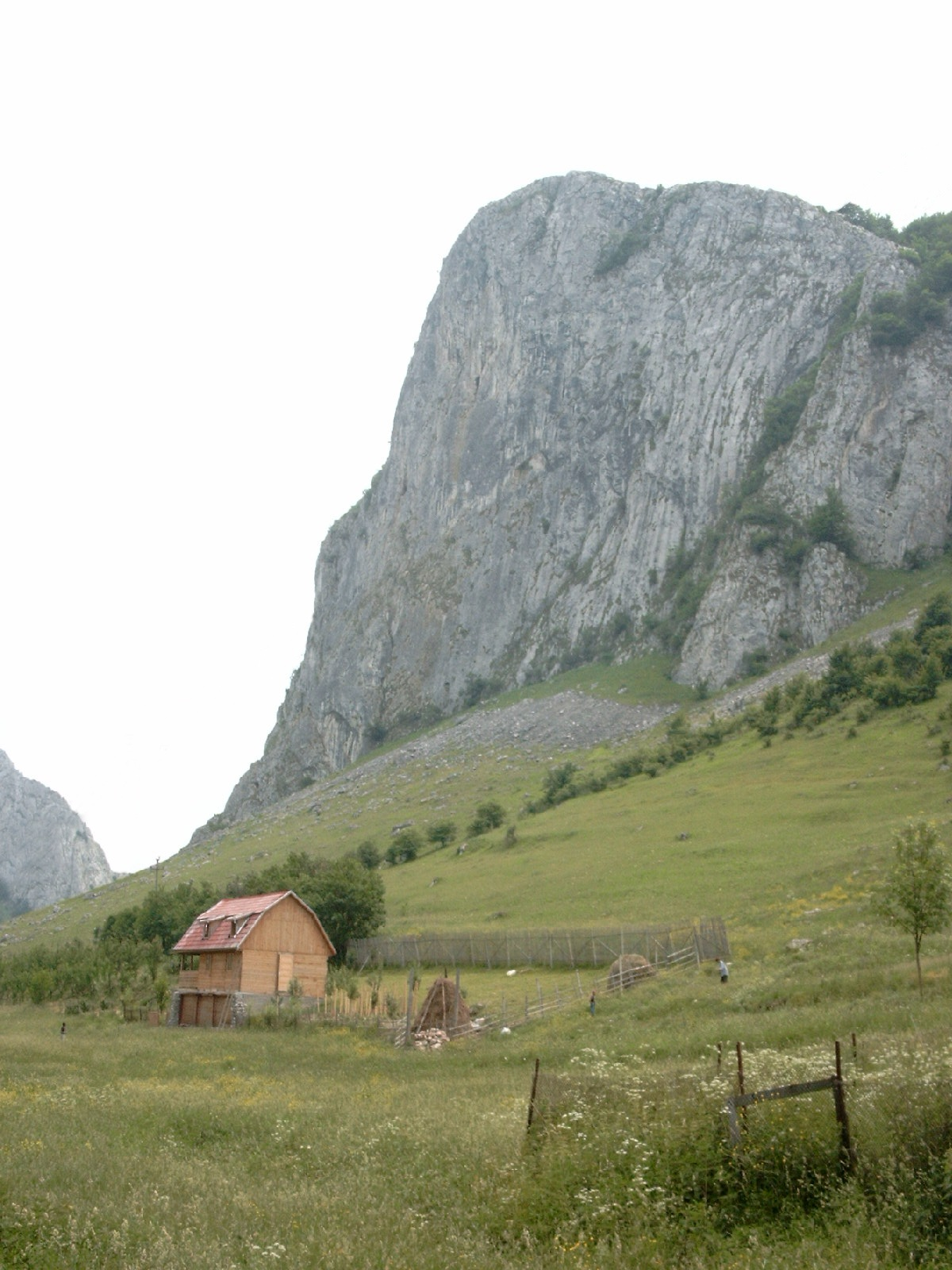
特拉斯克烏山（Trascau Mountains）

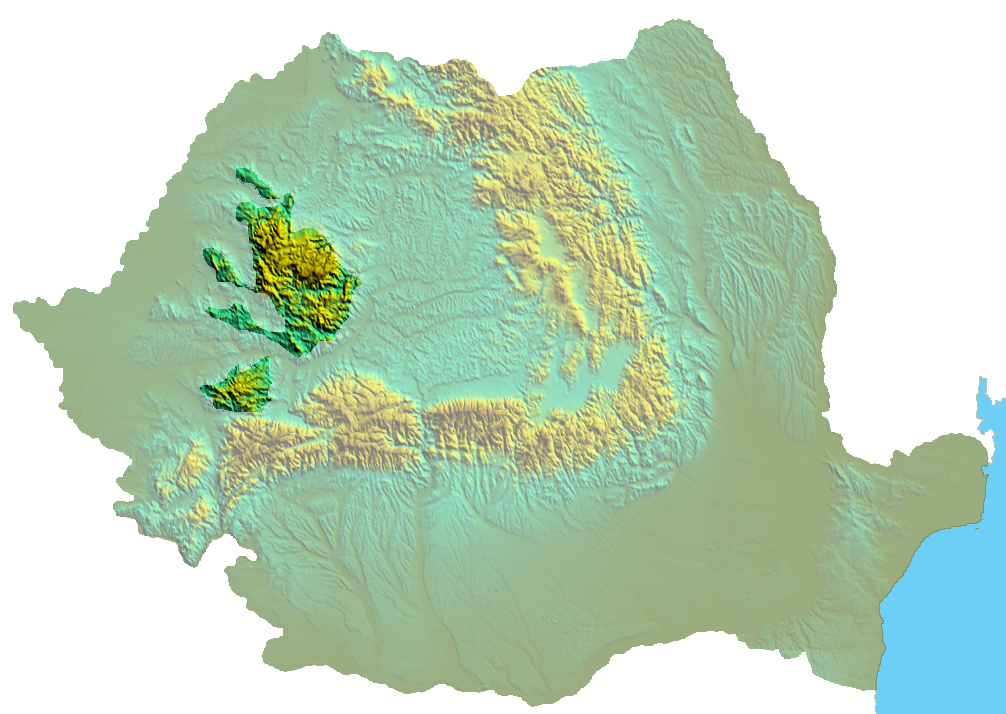
特兰西瓦尼亚西喀爾巴阡山，最北端為阿普賽尼山脈。

阿普塞尼山脈（羅馬尼亞語：Munții Apuseni）羅馬尼亞文又稱西山（羅馬尼亞語：Occidentali）位於羅馬尼亞特兰西瓦尼亚的山區，屬於西羅馬尼亞喀爾巴阡山脈的一部分。最高峰Cucurbăta Mare（匈牙利語：Nagy-Bihar）高1849米，又稱為比霍爾峰（Bihor Peak）。此山脈共約有400個洞穴。

## 地理
阿普塞尼山脈並不連續，使克里沙那和匈牙利大平原之間有許多便道可以通行。整個山脈由南往北可以分為幾個主要的山系：礦石山脈、比霍爾山脈、銅山-石灰山山脈（Munţii Seş-Meseşului）
礦石山脈（Munţii Metaliferi）為玄武岩質，最高峰（1,148（3,766英尺））位於阿布魯德的Detunata附近。比霍爾山脈（Masivul Bihor）最高峰為Vârful Cucurbăta Mare（1,843（6,047英尺）），有許多洞穴，風景絕佳。此山脈東邊為大山脈（Munţii Muntele Mare，最高峰1,820（5,970英尺）），東南方則有克盧日-納波卡山脈（Cluj-Napoca）。

### 邊界
- 北側：巴爾克烏河
- 南側：穆列什河
- 東側：特兰西瓦尼亚高原
- 西側：克里沙那（英语：Crișana）高原

### 支脈
克里斯山脈（Munţii Crişului） :
- 克里斯丘陵（Dealurile Crişene），包括比烏斯窪地（Depresiunea Beiuş）、瓦德窪地（Depresiunea Vad）[1]
- Pădurea Craiului山脈（英语：Pădurea Craiului Mountains）（文言原意：「國王的森林」）

- Codru-Moma山脈（英语：Codru-Moma Mountains）（Munţii Codru-Moma）[2]

銅山-石灰山山脈（Munţii Seş-Meseşului）:
- 石灰山山脈（匈牙利语：Meszes-hegység）（Munţii Meseşului）

- 銅山山脈（匈牙利语：Réz-hegység）（Muntele Seş，又稱Plopiş）

- 希姆萊烏窪地（Depresiunea Şimleu Silvanei），常被認為是特蘭西瓦尼亞盆地的一部分的一部分。

- 希姆萊烏山脈（英语：Şimleu Mountains）（Munţii Şimleu），常被認為是特蘭西瓦尼亞盆地的一部分[3]

比霍爾山 （Masivul Bihor）:
- 比霍爾山脈（英语：Bihor Mountains）（Munţii Bihorului）

- 瓦達薩山脈（羅馬尼亞語：Munții Vlădeasa）（Munţii Vlădeasa）
- 大山脈（羅馬尼亞語：Muntele Mare） （Munţii Muntele Mare）
- 吉勒烏山脈（Munţii Gilăului）

穆列什山（Munţii Mureşului）:
- 扎蘭德山脈（羅馬尼亞語：Zarand Mountains）（Munţii Zarandului）
- 礦石山脈（羅馬尼亞語：Metalliferous Mountains）（Munţii Metaliferi）
- 特拉斯克烏山脈（英语：Trascău Mountains）（Munţii Trascăului）

## 圖片

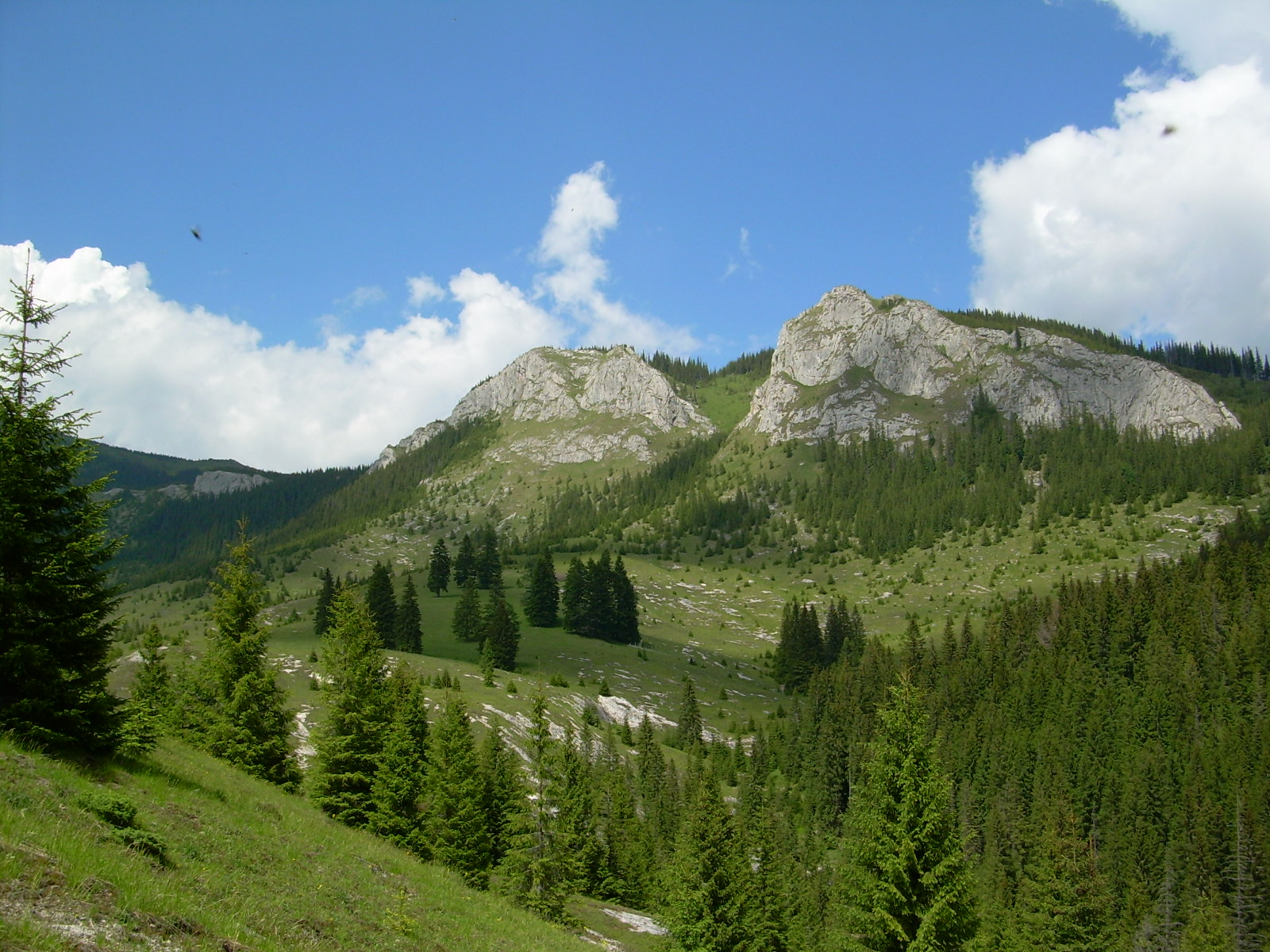
瓦達薩
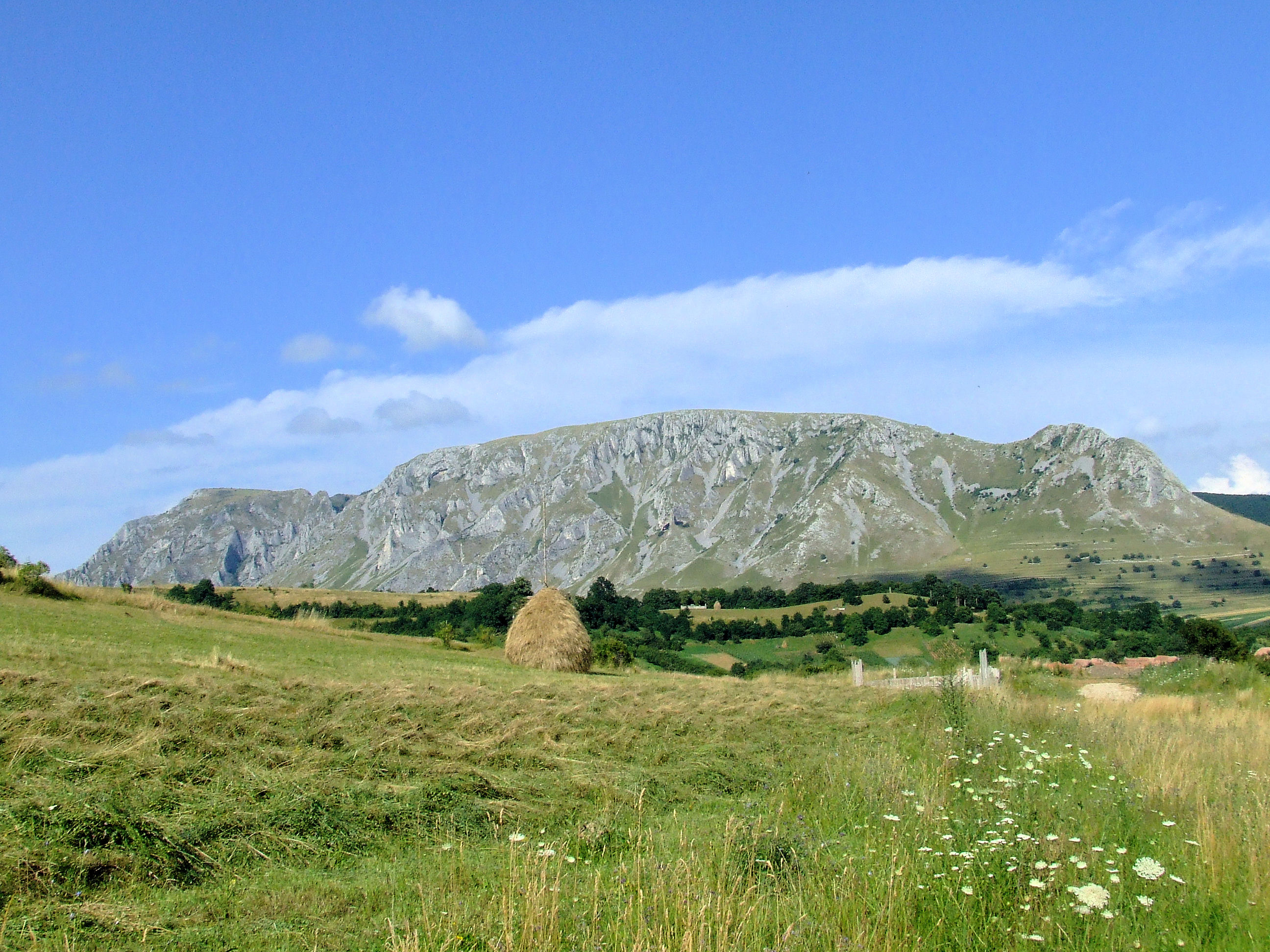
Piatra Secuiului
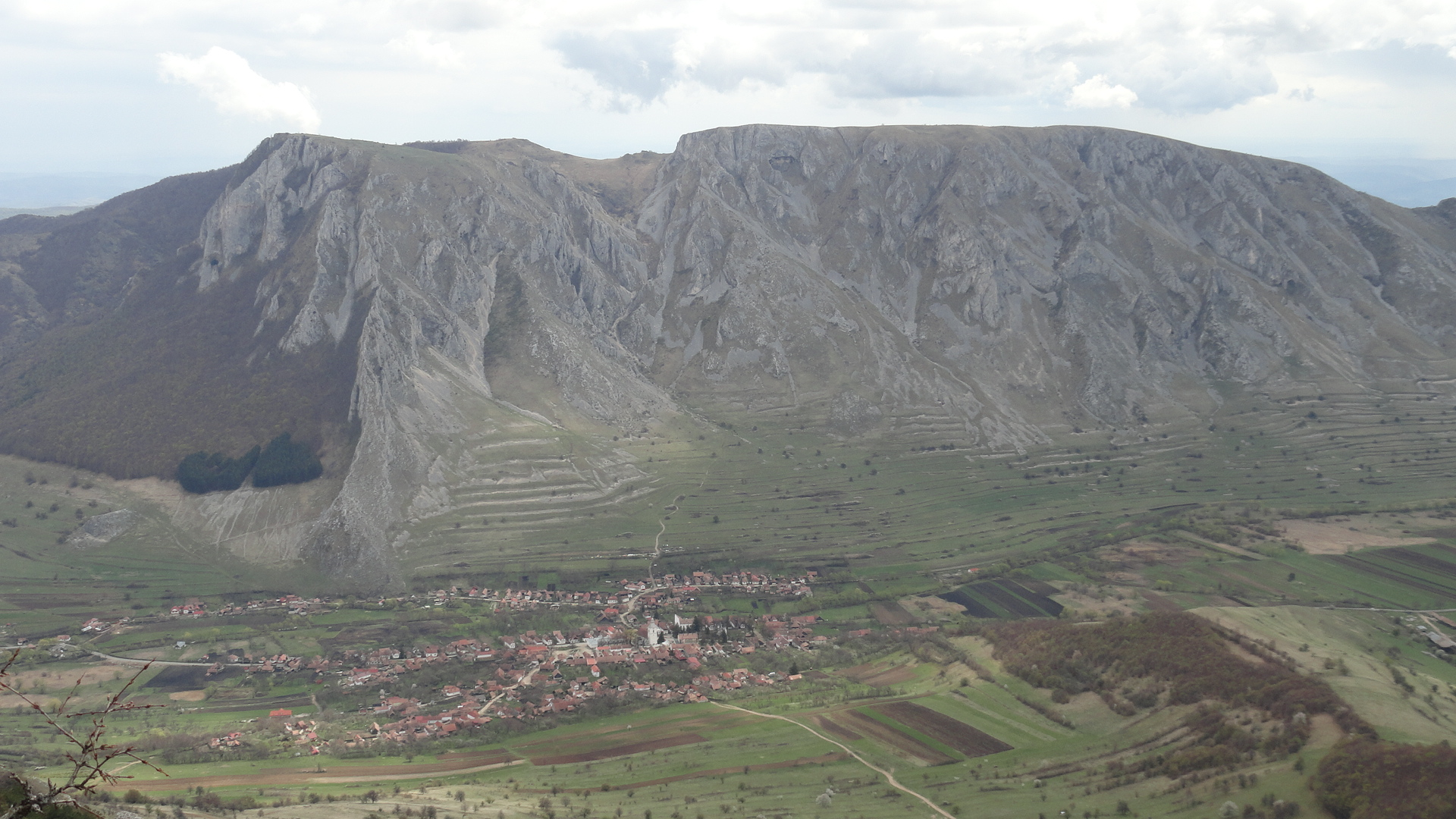
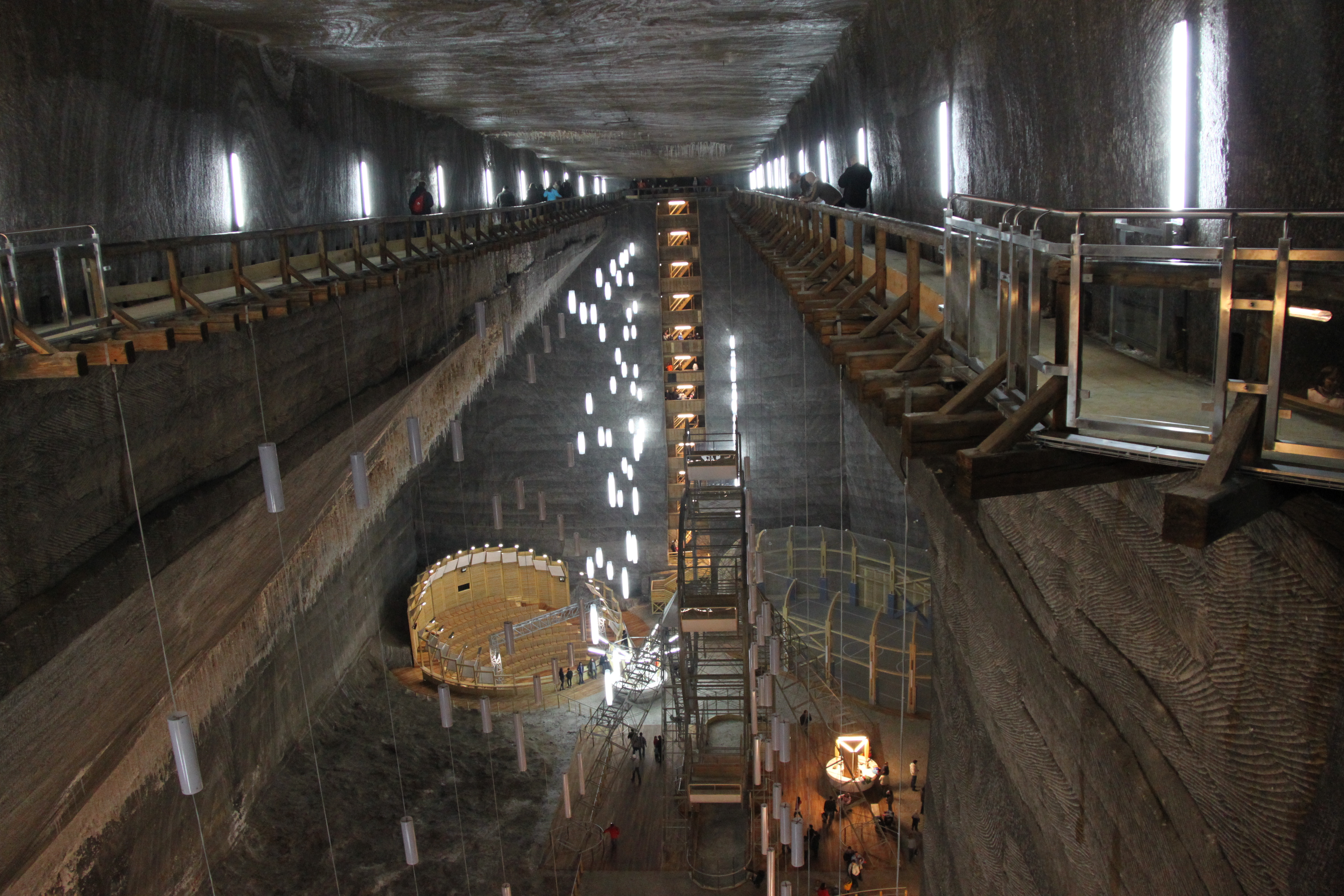
薩利納圖爾達鹽礦
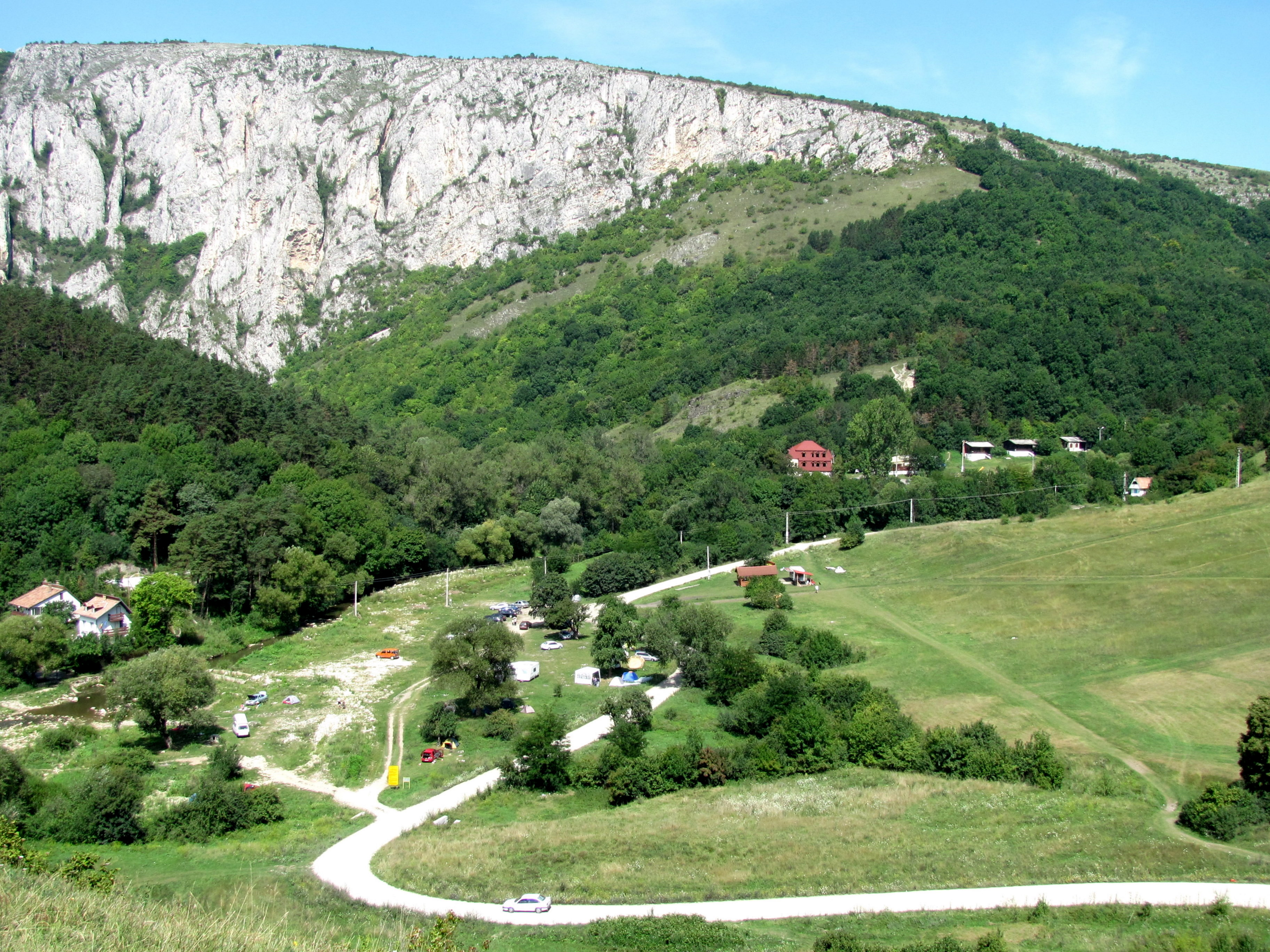
Cheile Turzii
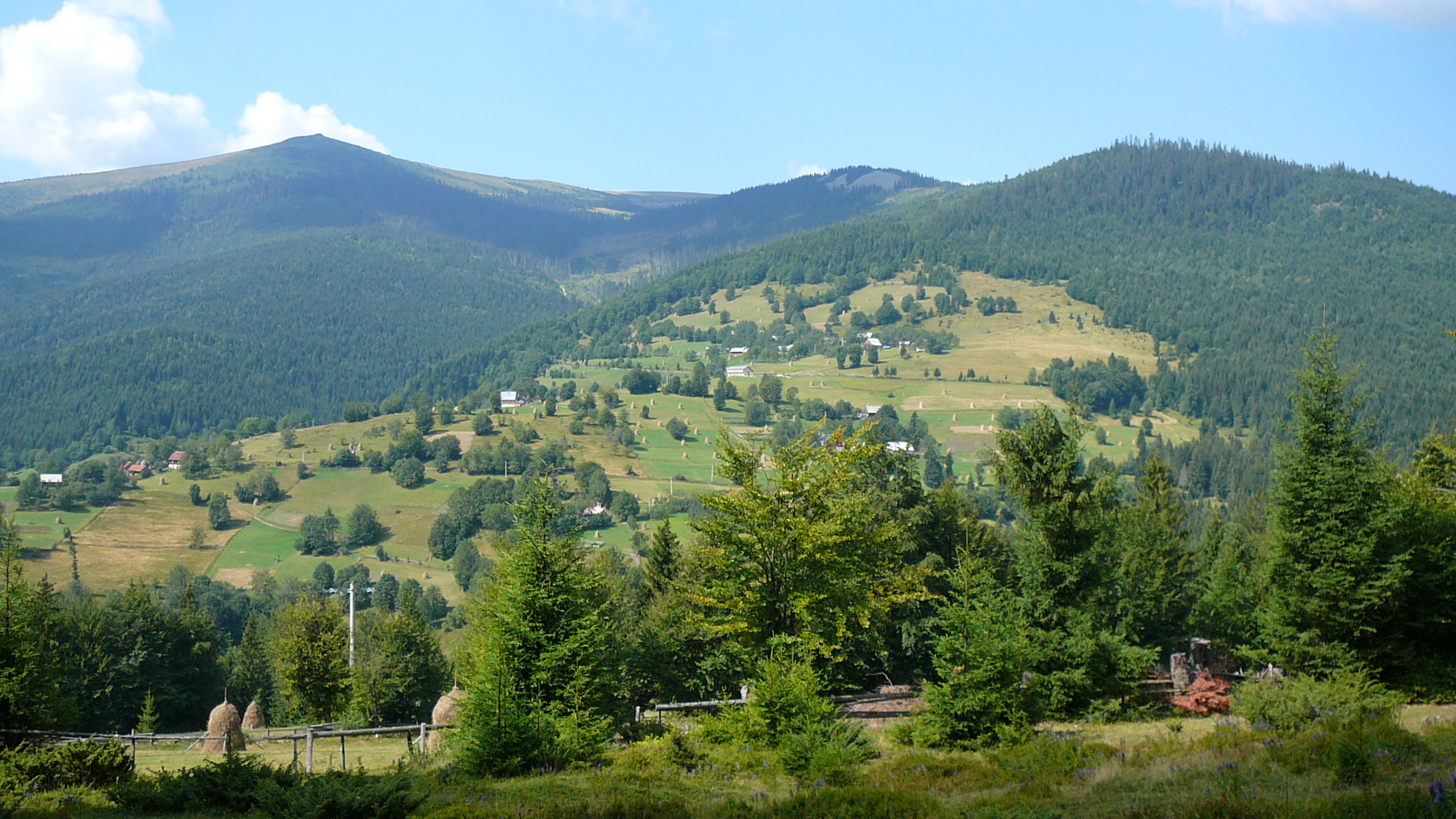
阿列謝尼（Arieşeni）
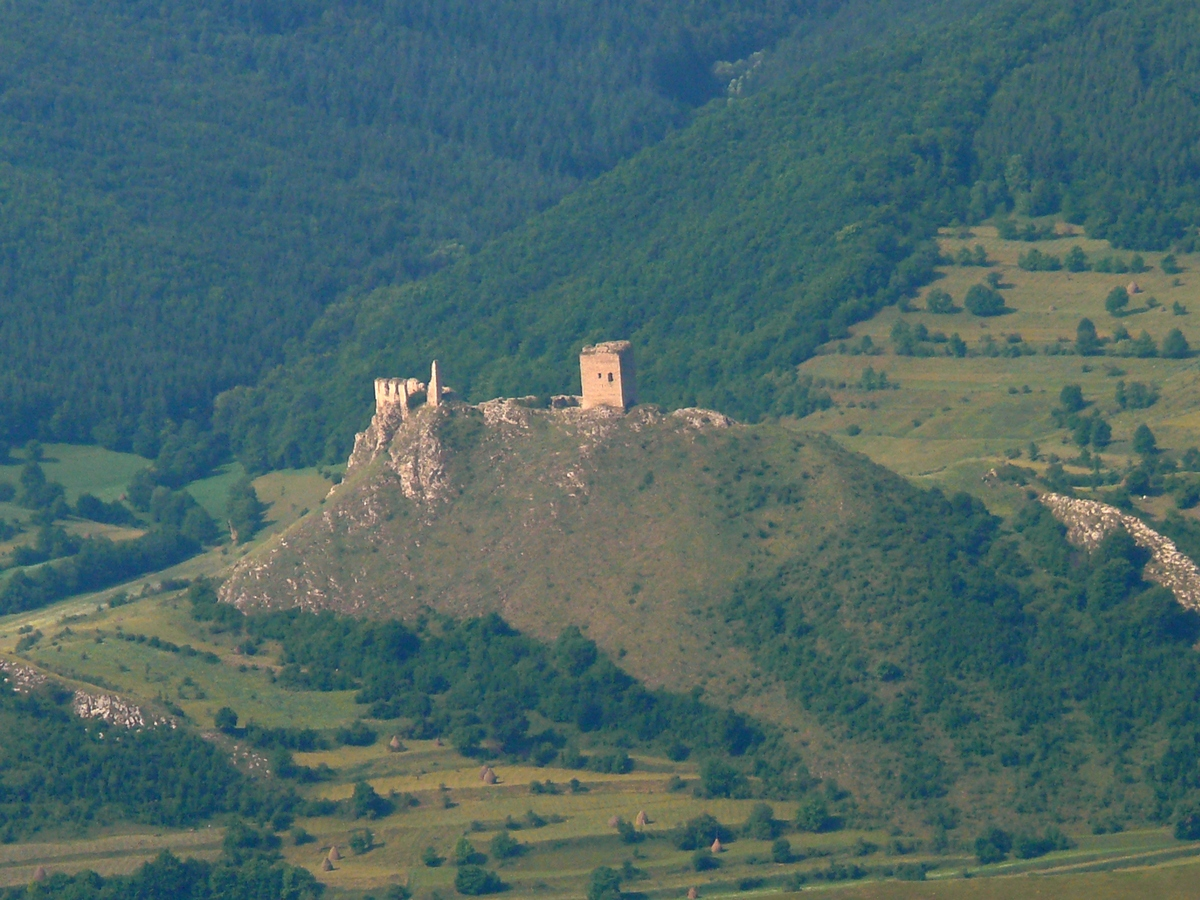
Cetatea Trascăului

## 外部連結
- （罗马尼亚文） Photos from Apuseni Mountains
- （罗马尼亚文） Tourist attractions in Apuseni Mountains （页面存档备份，存于）
- Website with information about the Carpathians Mountains （页面存档备份，存于）
- Apuseni Mountains - photographs + information in Czech
- Pictures of the Apuseni Mountains （页面存档备份，存于）
- Awarded "EDEN - European Destinations of Excellence" non traditional tourist destination 2009 （页面存档备份，存于）

46°30′N 23°00′E / 46.500°N 23.000°E